# California (Lenny Kravitz)
California is een nummer van de Amerikaanse rockzanger Lenny Kravitz uit 2004. Het is de tweede single van zijn zevende studioalbum Baptism.
"California" is een vrij kort, uptempo rocknummer. Het nummer had het meeste succes in Nederland en Italië. Het haalde de 38e in de Nederlandse Top 40. In eigen land behaalde Kravitz geen hitlijsten met het nummer.